# The Voice: Ahla Sawt
The Voice: Ahla Sawt o The Voice أحلى صوت o La Voz: Ahla Sawt es un talent show árabe creado por John de Mol y basado en el formato holandés The Voice, producido por Talpa Media Group. La primera temporada de la versión árabe La Voz se estrenó el 14 de septiembre de 2012 y se transmitió en todo Beirut, Líbano vía MBC 1, estación televisiva árabe. A través de un acuerdo, el programa era también televisado simultáneamente por los canales de LBCI. El presentador de las dos primeras temporadas fue el actor egipcio Mohammad Kareem y Arwa Gouda. Nadine Njeim fue la presentadora encargada del backstage.
Se emite en los siguientes países: Arabia Saudita, Bahréin, Emiratos Árabes Unidos, Irak, Jordania, Kuwait, Líbano, Omán, Catar, Siria, Yemen, Palestina y Egipto.
El ganador de la temporada 1 fue Murad Bouriki del Equipo Assi, quien recibió la mayor cantidad de votos superando a Yousra Mahnouch, Farid Ghannam y Qusai Hatem.
Debido al alto rating y a la gran popularidad que obtuvo el programa en el mundo árabe, MBC 1 lo renovó para una segunda temporada que se emitió en el 2013. Los 4 entrenadores de la primera temporada regresaron para la temporada 2. La segunda temporada se estrenó el sábado 28 de diciembre del 2013.
Las temporadas 1 y 2 de The Voice أحلى صوت fueron producidas por Sony Pictures Television Arabia para MBC 1 y la temporada 3 fue producida por Talpa Middle East.
En la segunda temporada, durante un final de infarto que atrajo a millones de espectadores de todo el Medio Oriente no solo a apoyar a los finalistas, sino también a ver a la estrella invitada del programa Ricky Martin quien subió al escenario para interpretar sus canciones "Adrenalina" y "Come With Me", se alzó como ganador el iraquí Sattar Saad del equipo Kadim quien recibió la mayor cantidad de votos superando al iraquí Simor Jalal, al egipcio Wahm y al sirio Hala Al Kaseer.
Los cuatro entrenadores nuevamente volvieron para la tercera temporada de The Voice أحلى صوت, que comenzó a transmitirse por MBC 1 el 26 de septiembre del 2015. El 26 de diciembre de 2015, se alzó como ganadora de la tercera temporada Jordan's Nedaa Sharara del equipo Sherine quien venció al libio Christine Said del equipo Kadim, al iraquí Ali Yousef del equipo Assi y al tunecino Hamza Fadlaoui del equipo Saber.
En el 2015, un spin-off del programa con niños como concursantes fue lanzado al aire bajo el título de The Voice Kids أحلى صوت.
En el 2018, hubo un cambio en el panel de jurados. Los jurados de la temporada 4 fueron Elissa, Mohamed Hamaki, Assi El Helani (quien no ha sido reemplazado desde la temporada 1) y Ahlam. El ganador fue el iraquí Doumou 'Tahseen del equipo Ahlam.
El programa se emite en los siguientes países (Árabe estándar moderno y Árabe peninsular):
Arabia Saudita, 
Bahréin,
Emiratos Árabes Unidos, 
Irak,
Jordania, 
Kuwait, 
Líbano, 
Omán, 
Catar, 
Palestina,
Siria y 
Yemen.

## Formato
La Voz consiste en elegir de entre un grupo de concursantes de distintas edades, a aquellos que destaquen por sus cualidades vocales, sin que su imagen influya en la decisión del jurado, integrado por conocidos artistas que posteriormente dirigen su formación artística. El objetivo de este formato es encontrar la mejor voz votada del país, es decir, de Medio Oriente. Sin embargo, y de igual manera, pueden participar personas de distintas partes del mundo.
Hay 6 etapas durante la competencia:
Pre-Audiciones

La primera etapa del talent show no es retransmitido. Los productores realizan una audición a todos los artistas que se inscribieron a través de la página web. Los seleccionados pasan a la etapa de audiciones a ciegas donde deben cantar para los entrenadores.
Audiciones a ciegas

La segunda fase son las "Audiciones Ciegas ". Aquí los entrenadores forman sus equipos, los cuales entrenarán y guiarán a lo largo de la competencia. Las sillas de los jueces se encuentran de espaldas y de frente al público durante la actuación de cada aspirante; aquellos interesados en algún artista, presionan el botón que se ubica en la silla, con el cual giran, poniéndose de frente al artista, al mismo tiempo que, se ilumina la parte inferior de la misma, en donde se lee la leyenda "Quiero tu voz". Luego de concluida la presentación, el artista ingresa directamente al equipo del entrenador que se interesó, o en caso de que más de un entrenador se haya interesado, él decide a qué equipo ingresará mediante los argumentos o criterios que cada uno de ellos le ofrezca para guiarlo en base su beneficio musical de la temporada.
Las Batallas

En las Batallas, cada entrenador agrupa en parejas a los miembros de su equipo, para que se enfrenten en un ring y canten la misma canción mostrando así, sus mejores dotes vocales y artísticos. Al final de cada presentación, solo uno de ellos avanza a la siguiente ronda. En cada temporada, cada entrenador recibe la ayuda de mentores invitados, que le ayudan a asesorar a sus participantes para lucirse y realizar una buena actuación, aportando su punto de vista para tomar la mejor decisión en el equipo.
Knockouts

Durante esta ronda, una pareja de artistas del mismo equipo son seleccionados para realizar actuaciones en el mismo momento. Cada artista tiene la posibilidad de elegir su propia canción, y reciben además, la ayuda y consejos de sus entrenadores y de un invitado especial. Al final de ambas presentaciones, cada entrenador selecciona a uno de ellos para que avance a la siguiente ronda. Sin embargo, en esta etapa cada entrenador recibe la oportunidad del "Robo", 2 en total, los cuales les permiten salvar e incorporar a sus equipos a concursantes eliminados por otros entrenadores durante esta ronda.
Los Playoffs

En los Playoffs, los participantes se presentan individualmente en rondas por equipos para demostrar una vez más su talento; y donde cada entrenador deberá salvar a dos participantes (de los ocho en total), mientras que los demás irán al voto telefónico, SMS y/o por plataforma digital, para que el público de esta manera salve a dos más. En esta dinámica, el entrenador queda con cuatro participantes.
Shows en vivo

En esta fase, cada participante se presenta de manera individual y 100% en vivo ante el público, realizando una actuación musical consecutiva con la finalidad de obtener la mayor cantidad de votos por parte de este. Asimismo, en la semifinal y gran final, no solo se presentarán canciones en solitario, sino que cada finalista realizará un dueto con su entrenador. La palabra y decisión final la tendrá el público, que consagrará a uno de los cuatro finalistas como La Voz de Medio Oriente.

## Presentadores y Jurados

### Presentadores
| Ediciones       | Ediciones | Ediciones | Ediciones | Ediciones | Ediciones |
| Presentador     | 1         | 2         | 3         | 4         | 5         |
| --------------- | --------- | --------- | --------- | --------- | --------- |
| Arwa Gouda      |           |           |           |           |           |
| Mohammad Kareem |           |           |           |           |           |
| Aimée Sayah     |           |           |           |           |           |
| Nardin Faraj    |           |           |           |           |           |

### Backstage
| Ediciones       | Ediciones | Ediciones | Ediciones | Ediciones | Ediciones |
| Presentador     | 1         | 2         | 3         | 4         | 5         |
| --------------- | --------- | --------- | --------- | --------- | --------- |
| Nadine Njeim    |           |           |           |           |           |
| Moamen Nour     |           |           |           |           |           |
| Bader Al Zaidan |           |           |           |           |           |
| Yasir Al-Saggaf |           |           |           |           |           |

### Coaches
| Temporada | Temporada      | Temporada      | Temporada      | Temporada           |
| --------- | -------------- | -------------- | -------------- | ------------------- |
| 1         | Kazem El Saher | Assi El Helani | Saber El Rebai | Sherine Abdel Wahab |
| 2         | Kazem El Saher | Assi El Helani | Saber El Rebai | Sherine Abdel Wahab |
| 3         | Kazem El Saher | Assi El Helani | Saber El Rebai | Sherine Abdel Wahab |
| 4         | Ahlam          | Assi El Helani | Elissa         | Mohamed Hamaki      |
| 5         | Ahlam          | Samira Saeid   | Ragheb Alama   | Mohamed Hamaki      |

Galería de coaches
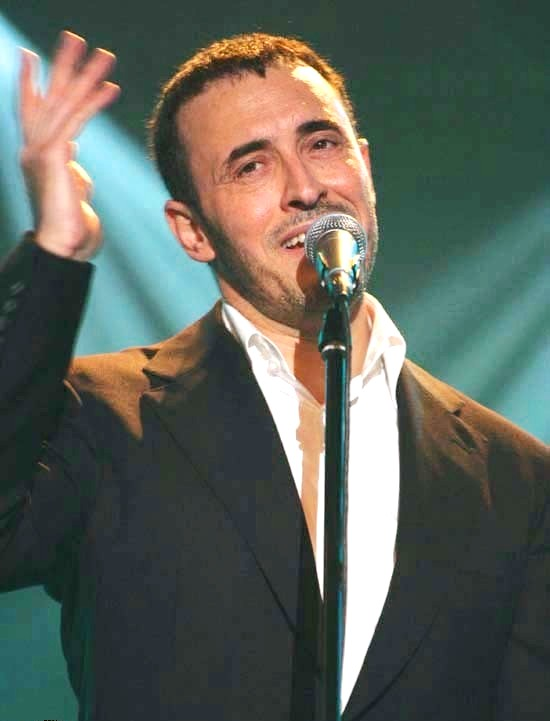
Kazem El Saher (2012, 2013, 2015)
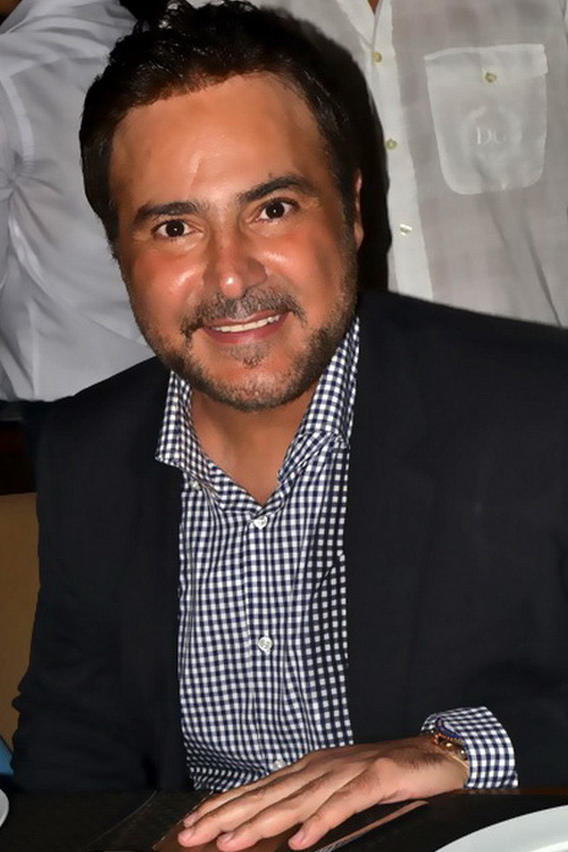
Assi El Helani (2012, 2013, 2015, 2018)
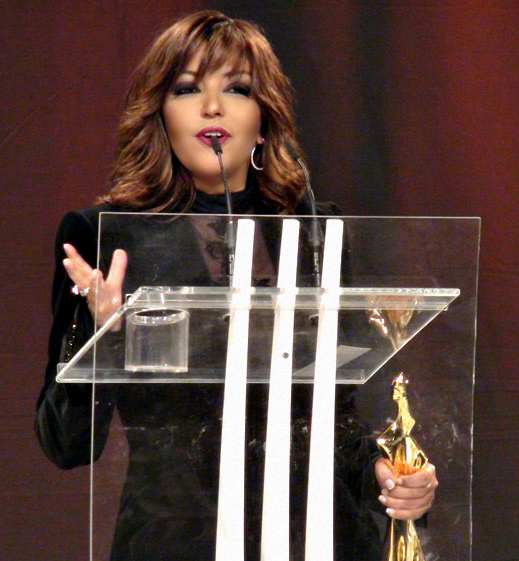
Samira Saeid (2019)
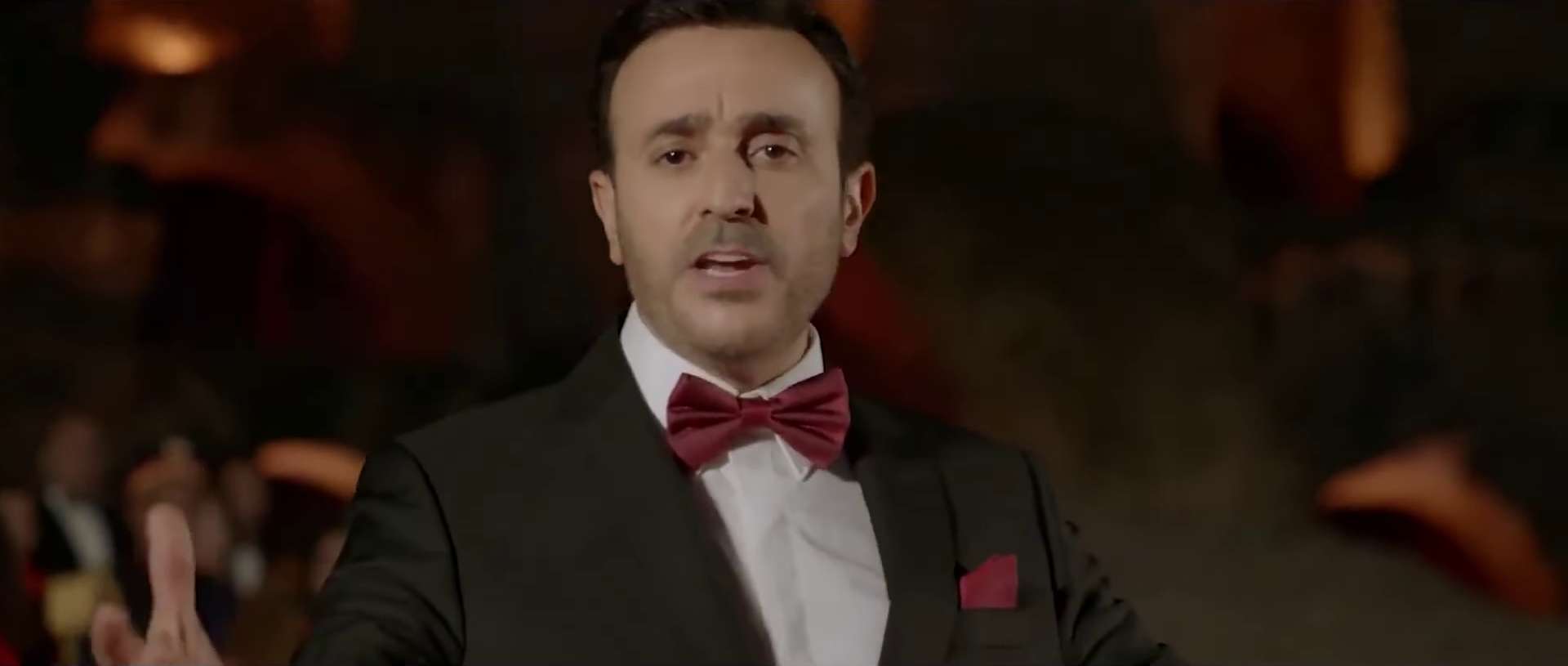
Saber El Rebai (2012, 2013, 2015)
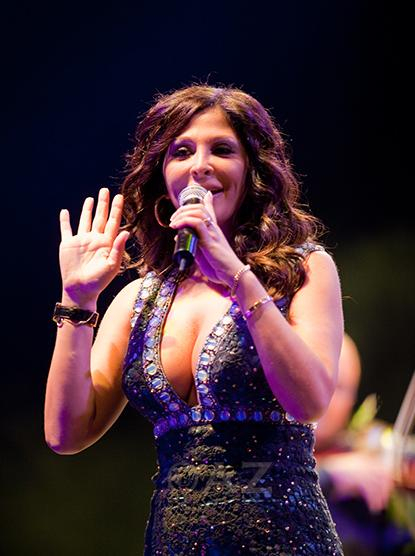
Elissa (2018)
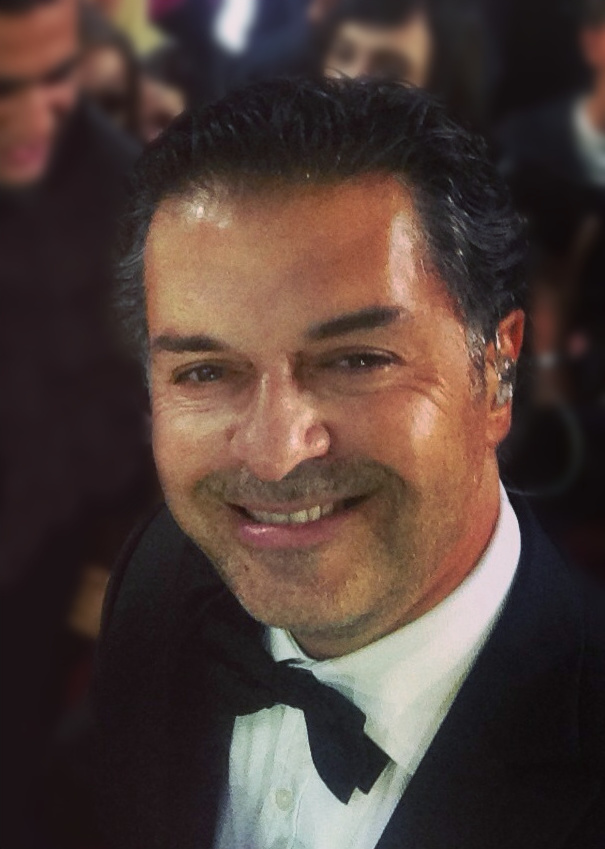
Ragheb Alama (2019)
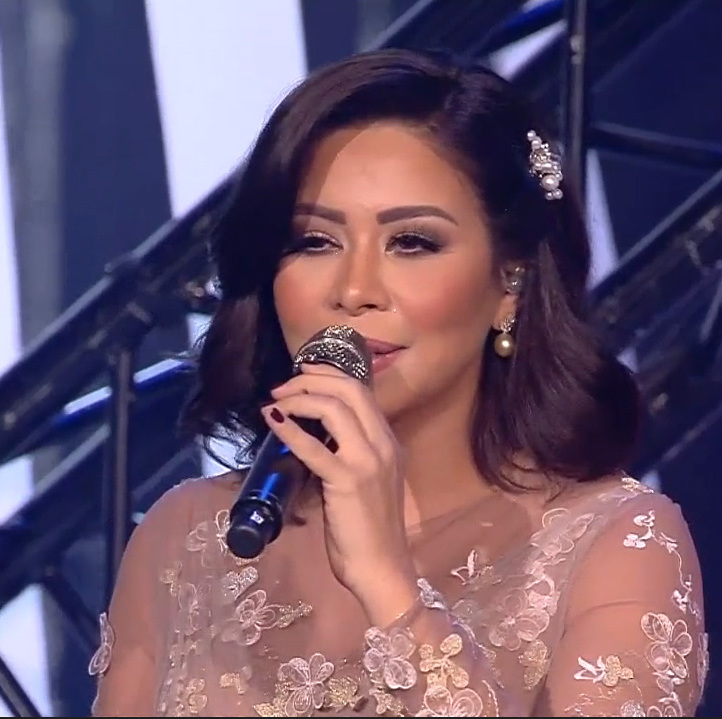
Sherine Abdel Wahab (2012, 2013, 2015)
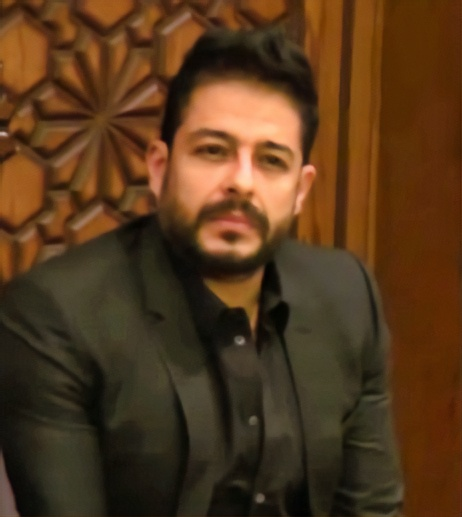
Mohamed Hamaki (2018, 2019)

## Resumen
- Equipo Kazem
- Equipo  Assi
- Equipo Saber
- Equipo Sherine
- Equipo Ahlam
- Equipo Elissa
- Equipo Mohamed
- Equipo Samira
- Equipo Ragheb

| Temporada | Estreno                  | Final                   | Ganador         | Segundo lugar   | Tercer lugar    | Otros finalistas  | Entrenador ganador  | Presentador                | Backstage       | Entrenadores | Entrenadores | Entrenadores | Entrenadores |
| Temporada | Estreno                  | Final                   | Ganador         | Segundo lugar   | Tercer lugar    | Otros finalistas  | Entrenador ganador  | Presentador                | Backstage       | 1            | 2            | 3            | 4            |
| --------- | ------------------------ | ----------------------- | --------------- | --------------- | --------------- | ----------------- | ------------------- | -------------------------- | --------------- | ------------ | ------------ | ------------ | ------------ |
| 1         | 14 de septiembre de 2012 | 14 de diciembre de 2012 | Mourad Bouriki  | Yosra Mahnouch  | Qusai Hatem     | Farid Ghannam     | Assi El Helani      | Mohammad Kareem Arwa Gouda | Nadine Njeim    | Kazem        | Assi         | Saber        | Sherine      |
| 2         | 28 de diciembre de 2013  | 29 de marzo de 2014     | Sattar Saad     | Hala Al Qasser  | Simour Jalal    | Wahm              | Kazem El Saher      | Mohammad Kareem Arwa Gouda | Nadine Njeim    | Kazem        | Assi         | Saber        | Sherine      |
| 3         | 27 de septiembre de 2015 | 26 de diciembre de 2015 | Nedaa Sharara   | Christine Saïd  | Ali Yousef      | Hamza Al Fadlaoui | Sherine Abdel Wahab | Aimée Sayah                | Moamen Nour     | Kazem        | Assi         | Saber        | Sherine      |
| 4         | 10 de febrero de 2018    | 12 de mayo de 2018      | Domouh Tahssine | Issam Serhan    | Youssef Sultan  | Hala Malki        | Ahlam               | Nardin Faraj               | Bader Al Zaidan | Ahlam        | Assi         | Elissa       | Mohamed      |
| 5         | 21 de septiembre de 2019 | 21 de diciembre de 2019 | Mehdi Ayachi    | Eman Abdelghani | Fahd Mouftakhir | Redwan el Asmar   | Ragheb Alama        | Nardin Faraj               | Yasir Al-Saggaf | Ahlam        | Samira       | Ragheb       | Mohamed      |

## Temporadas

### Temporada 1 (2012)
La primera temporada se estrenó el 14 de septiembre y finalizó el 14 de diciembre del 2012, siendo el ganador Mourad Bouriki del equipo Assi. 
| Clasificación | Artistas       | Canción        | Resultado     |
| ------------- | -------------- | -------------- | ------------- |
| 1             | Mourad Bouriki | Ghaneli        | Ganador       |
| 2             | Yosra Mahnouch | La Vie En Rose | Segundo lugar |
| 3             | Qusai Hatem    | Soy un pájaro  | Tercer lugar  |
| 4             | Farid Ghannam  | C'est La Vie   | Cuarto lugar  |

### Temporada 2 (2013 - 2014)
La segunda temporada se estrenó el 28 de diciembre del 2013 y finalizó el 29 de marzo del 2014, siendo el ganador Nedaa Sharara del equipo Kazem. 
| Clasificación | Artistas       | Canción               | Resultado     |
| ------------- | -------------- | --------------------- | ------------- |
| 1             | Sattar Saad    | El-Ayoun              | Ganador       |
| 2             | Hala Al Qasser |                       | Segundo lugar |
| 3             | Simour Jalal   | Envíame una respuesta | Tercer lugar  |
| 4             | Wahm           | Sit El Habayeb        | Cuarto lugar  |

### Temporada 3 (2015)
La segunda temporada se estrenó el 27 de septiembre y finalizó el 26 de diciembre de 2015, siendo la ganadora Nedaa Sharara del equipo Sherine. 
| Clasificación | Artistas          | Canción            | Resultado     |
| ------------- | ----------------- | ------------------ | ------------- |
| 1             | Nedaa Sharara     | My Story with Time | Ganador       |
| 2             | Christine Saïd    | Adagio             | Segundo lugar |
| 3             | Ali Yousef        | Salamat            | Tercer lugar  |
| 4             | Hamza Al Fadlaoui | A Tear of Sadness  | Cuarto lugar  |

### Temporada 4 (2018)
La segunda temporada se estrenó el 10 de febrero y finalizó el 12 de mayo de 2018, siendo la ganadora Domouh Tahssine del equipo Ahlam.

| Clasificación | Artistas        | Canción                | Resultado     |
| ------------- | --------------- | ---------------------- | ------------- |
| 1             | Domouh Tahssine | Tears                  | Ganador       |
| 2             | Issam Serhan    | Ziktara wa Sama Mghima | Segundo lugar |
| 3             | Youssef Sultan  | Tuyo                   | Tercer lugar  |
| 4             | Hala Malki      | When I Need You        | Cuarto lugar  |

### Temporada 5 (2019)
La segunda temporada se estrenó el 21 de septiembre y finalizó el 21 de diciembre de 2019, siendo el ganador Mehdi Ayachi del equipo Ragheb.

| Clasificación | Artistas        | Canción                         | Resultado     |
| ------------- | --------------- | ------------------------------- | ------------- |
| 1             | Mehdi Ayachi    | La escuela de amor              | Ganador       |
| 2             | Eman Abdelghani | Al-Qalbi Dalili                 | Segundo lugar |
| 3             | Fahd Mouftakhir | Dijeron que ves mi joya esclava | Tercer lugar  |
| 4             | Redwan el Asmar | Mi alma, oh Nesma               | Cuarto lugar  |

## Entrenadores
– Juez Ganador/Concursante. El ganador está en negrita.
     – Juez en Segundo Lugar/Concursante. Finalista aparece primero en la lista.
     – Juez en Tercer Lugar/Concursante. Finalista aparece primero en la lista.
     – Juez en Cuarto Lugar. Finalista aparece primero en la lista.
| Temporada | Entrenadores | Entrenadores | Entrenadores | Entrenadores |
| 1         | Kazem | Assi | Saber | Sherine |
| --------- | --- | --- | --- | --- |
|           | - Yousra Mahnoush - Nour Ereksousi - Xriss Jor - Rouba Khouri - Roni Shemali - Rawdan Katrish - Wissem Karoui | - Murad Buriki - Mory Hatem - Hassan Amarah - Elie Asmar - Marina Chebel - Enas Lattouf - Meryem Chajri | - Qusai Hatem - Lamia Al-Zaidi - Samer Abu Taleb - Lamia Jamal - Christian Abu Anni - Mona Roukhachi - Hassen Amara | - Farid Ghannam - Engy Amin - Mohammad Adli - Abdel Azeem El Zahabi - Alaa Ahmad - Yousra Mansour - Abdullah Fathi |
| 2         | Kazem | Assi | Saber | Sherine |
|           | - Sattar Saad - Khaoula Moujahid - Ammar Khattab - Ahmad Hussein - Ghazi Khattab - Ingrid Bawab - Sanae Abdel-Hamid - Mehvan Saleh | - Hala Al Qasser - Adnan Bresim - Ghazi Al-Amir - Reem Mehrat - Amer Tawfik - Sahar Seddiki - Rabih Jaber - Nadia Khaless | - Simour Jalal - Mohammed Fares - Marwa Nagy - Samer Al-Saeed - Eyad al-Quassam - Nancy Nasrallah - Aïda Mohammed - Hossam Hosny | - Wahm - Nile - Karar Salah - Khaled El-Khayat - Mohamed Dahleb - Mahmoud Tourabi - Wael Al Muallem - Alaa Fouad |
| 3         | Kazem | Assi | Saber | Sherine |
|           | - Christine Said - Najat Rajoui - Radwan Sadek - Tamer Najm - Amjad Shaker - Nasser Atoui | - Ali Yousef - Omar Dean - Nayress Ben Gaga - Rehab Saleh - Ahmed Nasser - Hossam Al Shami | - Hamza Al Fadlaoui - Aboud Barmada - Mahrazia Al Tawil - Jad Abi Haydar - Ranine Al Shaar - Abdulsamad Jabran | - Nedaa Sharara - Ghassan Bin Ibrahim - Eyad Baha'a - Abdulmajeed Ibrahim - Mohamed Al Tayeb - Reham Mustafa |
| 4         | Ahlam | Assi | Elissa | Mohamed |
|           | - Domouh Tahssine - Abdelrahman Al Mofarij - Ali Rashid - Hamsa Mounif - Fayssal Ansari - Souha Al Masri - Fouad El Jaritly - Nouhad Drif - Sally Mansour - Nirmine Wahbeh                                                                                   | - Youssef Sultan - Aya Daghnouj - Abboud Agoub - Anas Fahasa - Maryse Ferzly - Batoul Bani - Ahmed Abdelsalam - Sultan Saleh - Rita Camilos - Charbel et Olga El Kadi - Bashar El Jawad                                                             | - Ahmed El Hellak - Sajida El Khattabi - Mohamed Ali - Giana Ghantous - Khaled Helmi - Rabih Hajar - Marwan El Fagui - Samira Brahmia - Safa Saad - Hélène Masri - Hassan El Attar                                                                 | - Issam Serhan - Houcine Benhadj - Rana Antiq - Sir Abidine - Chaïma Abdelaziz - Elias El Mabrouk - Rina Rinayan - Ahmed El Hafez - Qamar Mansour - Hala Malki - Latifa Bouguerra - Lina Kassem                                                |
| 5         | Ahlam | Samira | Ragheb | Mohamed |
|           | - Eman Abdelghani - Mohamed Mansouri - Ahmad Rajab - Charaf Ahmed - Salam Mouassin - Ibrahim Machwali - Abdelaziz Ibrahim - Ali al-Shareefi - Aida Oulmou - Yasmine M'ssefar - Rabaa - Jean-Pierre Abou Jaoude - Nourhan El Morshdi - Said Dris - Amjad Deeb | - Redwan El Asmar - Rabih - Omar Al Attas - Roa, Aline et Leila Erssouzi - Toufic Al Kalash - Clara Atallah - Areej Ichoaa - Ahmed Abdelazez - Malak Sound - Rabab Najid - Tarek Kayouf - Cindy Latty - Shaymaa Nagy - Mohamed Awlia - Elissar Saab | - Mehdi Ayachi - Rabih Salloum - Ameylia Saad Wu - Chaima Mahmoud - Noha Rhaiem - Youssef Hennad - Douaa Lahyaoui - Michel Chalhoub - Ghina & Nour Monzer - Ouassim Najid - Othmane Boulboul - Mustapha Faleh - Nour Halou - Moudi Jamal - May Ali | - Fahd Mouftahkir - Yamane El Hage - Hafida Falkou - Amal Cherif - Wajih Bejaoui - Othmane El Idrissi - Bahaa Khalil - Asmae Sharif - Assem Sallam - Maher Sami - Wiam Redouane - Amal Sakkak - Ahmed Haddaji - Abderhmane Hatim - Marc Rahidi |

## La Voz en las redes sociales
- Sitio Web Oficial
- Facebook
- Twitter
- Instagram
- Snapchat
- MBC Net
- Dailymotion
- Canal Oficial de Youtube